# Sportverein Grödig 2010-2011

## Stagione
Il Grödig termina il campionato di Erste Liga al 6º posto, ottenendo la salvezza con largo anticipo.
In coppa d'Austria raggiunge gli ottavi di finale, dove viene eliminato soltanto ai tiri di rigore dall'Austria Lustenau, che andrà avanti sino alla finale.

## Rosa
Aggiornata al 15 luglio 2010.
| N. |                         | Ruolo | Calciatore          |
| -- | ----------------------- | ----- | ------------------- |
| 1  | Austria (bandiera)      | P     | Martin Eisl         |
| 4  | Austria (bandiera)      | D     | Maximillian Karner  |
| 5  | Austria (bandiera)      | D     | Thomas Pfeilstöcker |
| 6  | Austria (bandiera)      | D     | Thomas Winkler      |
| 7  | Austria (bandiera)      | C     | Philipp Zulechner   |
| 8  | Austria (bandiera)      | C     | Sadat Hamzic        |
| 9  | Austria (bandiera)      | A     | Patrick Mayer       |
| 10 | Austria (bandiera)      | A     | Mersudin Jukić      |
| 11 | Burkina Faso (bandiera) | A     | Issiaka Ouédraogo   |
| 13 | Austria (bandiera)      | C     | Peter Riedl         |
| 14 | Austria (bandiera)      | C     | Manfred Pamminger   |

| N. |                    | Ruolo | Calciatore             |
| -- | ------------------ | ----- | ---------------------- |
| 16 | Austria (bandiera) | C     | Herwig Drechsel        |
| 17 | Austria (bandiera) | D     | Daniel Pirker          |
| 18 | Austria (bandiera) | C     | Markus Grössinger      |
| 19 | Spagna (bandiera)  | A     | Jonathan Carril        |
| 20 | Austria (bandiera) | D     | Martin Grasegger       |
| 21 | Austria (bandiera) | P     | Georg Blatnik          |
| 23 | Austria (bandiera) | C     | Georg Seidl            |
| 28 | Austria (bandiera) | P     | Alexander Freitag      |
| 29 | Austria (bandiera) | C     | Lukas Schubert         |
| 30 | Austria (bandiera) | C     | Michael Perlak         |
| 31 | Austria (bandiera) | MC    | Benjamin Freudenthaler |

### Staff tecnico
| Allenatore:              | Heimo Pfeifenberger |
| Allenatore in seconda:   | Hans Davare         |
| Allenatore dei portieri: | Christian Haas      |
| Massaggiatore:           | Philipp Rieser      |